# Parque nacional Fulufjellet
El parque nacional de Fulufjellet es un parque nacional en la provincia noruega de Innlandet, en el territorio del municipio de Trysil. El macizo de Fulufjell es una montaña que pertenece a Noruega y Suecia. El parque se inauguró el 27 de abril de 2012 como el 42º parque nacional de Noruega. Tiene una superficie de 86,4 kilómetros cuadrados y limita al este con el Parque nacional de Fulufjället, en Suecia.

## Geografía, paisaje y geología

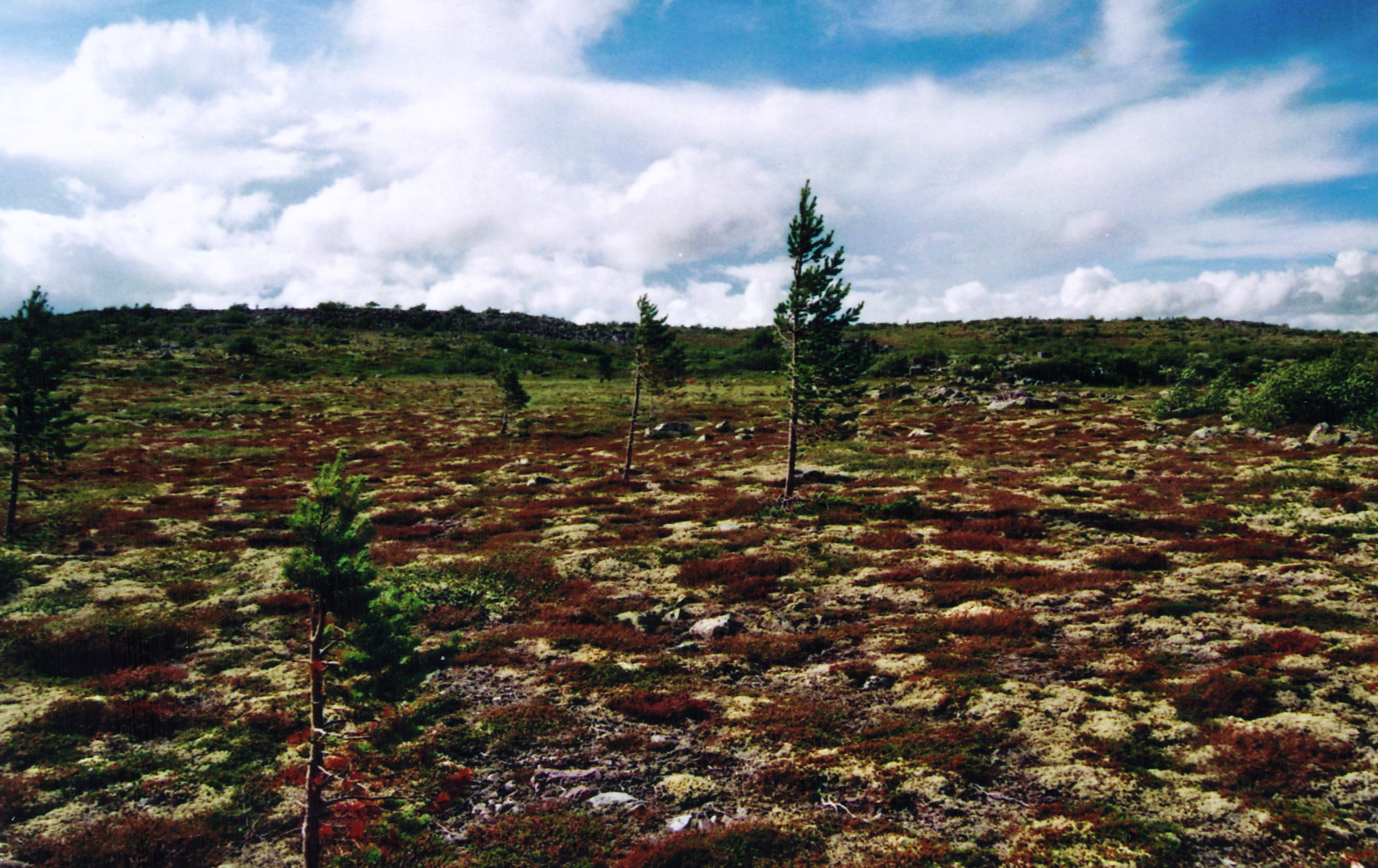
Parque nacional Fulufjellet

El paisaje se caracteriza por los depósitos geológicos del periodo cuaternario y por un bosque de coníferas primitivo de gran diversidad natural. La zona de Storgnollen-Steinknøsen-Furuknøsen tiene importancia paisajística y geológica del Cuaternario. La combinación de la diferente topografía con grandes diferencias de altitud, el pedregal y los desfiladeros rocosos hacen que esta zona sea especialmente interesante.

## Flora y fauna
Las montañas están cubiertas en su mayoría por una vegetación de brezo en la que predominan los arbustos enanos, las hierbas, las juncias y los juncos. En el parque nacional se pueden encontrar muchas especies raras de líquenes y hongos. A lo largo de las laderas de las montañas y en las cumbres se pueden encontrar bosques de abetos y pinos, gargantas de arroyos y laderas de gran valor natural. La vegetación de la alta montaña es poco diversa y representa -tanto en comparación nacional como internacional- una vegetación de montaña extremadamente pobre en especies. Los osos son característicos de la zona, pero también se encuentran lobos, glotones y linces. La avifauna se caracteriza por el urogallo, el urogallo negro, el tetrastes y la perdiz.

## Gestión y uso
La zona se utiliza para la caza, la pesca y las actividades recreativas, que están reguladas en la normativa de protección. La gestión del parque es responsabilidad de la administración local del parque nacional.